# Paradesmiphora
Paradesmiphora is een kevergeslacht uit de familie van de boktorren (Cerambycidae). De wetenschappelijke naam van het geslacht werd voor het eerst geldig gepubliceerd in 1959 door Breuning.

## Soorten
Paradesmiphora omvat de volgende soorten:
- Paradesmiphora amazonica Galileo & Martins, 1998
- Paradesmiphora farinosa (Bates, 1885)